# 杯萼两色杜鹃
杯萼两色杜鹃（学名：Rhododendron dichroanthum sp. scyphocalyx）为杜鹃花科杜鹃花属下的一个亚种。